# Jean-André Fieschi
Pour les articles homonymes, voir Fieschi (homonymie).
 Jean-André Fieschi —  JAF  pour ses amis — est un cinéaste, écrivain et enseignant de cinéma, né le 5 mai 1942 à Ajaccio (Corse) et mort le 1er juillet 2009 à São Paulo (Brésil).

## Biographie
(mai 2018).
En 1961, JAF travaille aux Cahiers du Cinéma, il est alors proche d'Éric Rohmer.
De 1964 à 1968, toujours aux Cahiers du Cinéma, avec Jacques Rivette, il est secrétaire  de rédaction de la revue, écrit des articles, des entretiens et des interviews (Renoir, Buñuel, Sternberg, Rossellini, Pagnol, Visconti, Straub…).
Il tient aussi, en 1966, une chronique hebdomadaire pour le Nouvel Observateur.
Entre 1965 et 1968, il fonde et dirige avec Noël Burch l'IFC (Institut de Formation Cinématographique) où interviennent Walerian Borowczyk, Marguerite Duras, Michel Fano, Jean-Luc Godard, Pierre Guyotat, Marcel Hanoun, André Hodeir, Robert Lapoujade, Christian Metz, Claude Ollier, Alain Resnais, Jean Ricardou, Jacques Rivette, Jean Rouch, Alain Robbe-Grillet…
De 1968 à 1969, il est chroniqueur dans La Quinzaine Littéraire.
De 1969 à 1970, il est chargé de cours à l'université Paris I (Histoire du cinéma).
Il est coauteur, avec Claude Ollier, de textes radiophoniques, La Fugue et Cinématographe, dans le cadre de l'A.C.R. (Atelier de Création Radiophonique).
Entre 1971 et 1973, il enseigne à l'IDHEC (Histoire du cinéma, montage, direction).
Il participe à la rédaction d'une Encyclopédie monumentale du Cinéma, Cinema, a critical Dictionary, dirigée par Richard Roud, textes sur Buñuel, Delluc, Epstein, Hitchcock, Murnau, Rivette, Rouch, Sennett, Straub, Tati, Vertov (Secker & Warburg, 1980).
De 1972 à 1976, il est directeur de production à Unicité.
Il est chargé d'interventions dans la rubrique "Spectacles" du journal Le Monde. Il écrira également dans Limelight, La Nouvelle Critique, La Revue d'Esthétique, ça-Cinéma, Caméra-Stylo…
De 1991 à 2008, il enseigne l'histoire du cinéma et le montage à l'ESBA (École supérieure des Beaux-Arts) de Genève.
En 1999, la Galerie du Jeu de Paume à Paris lui consacre une rétrospective.

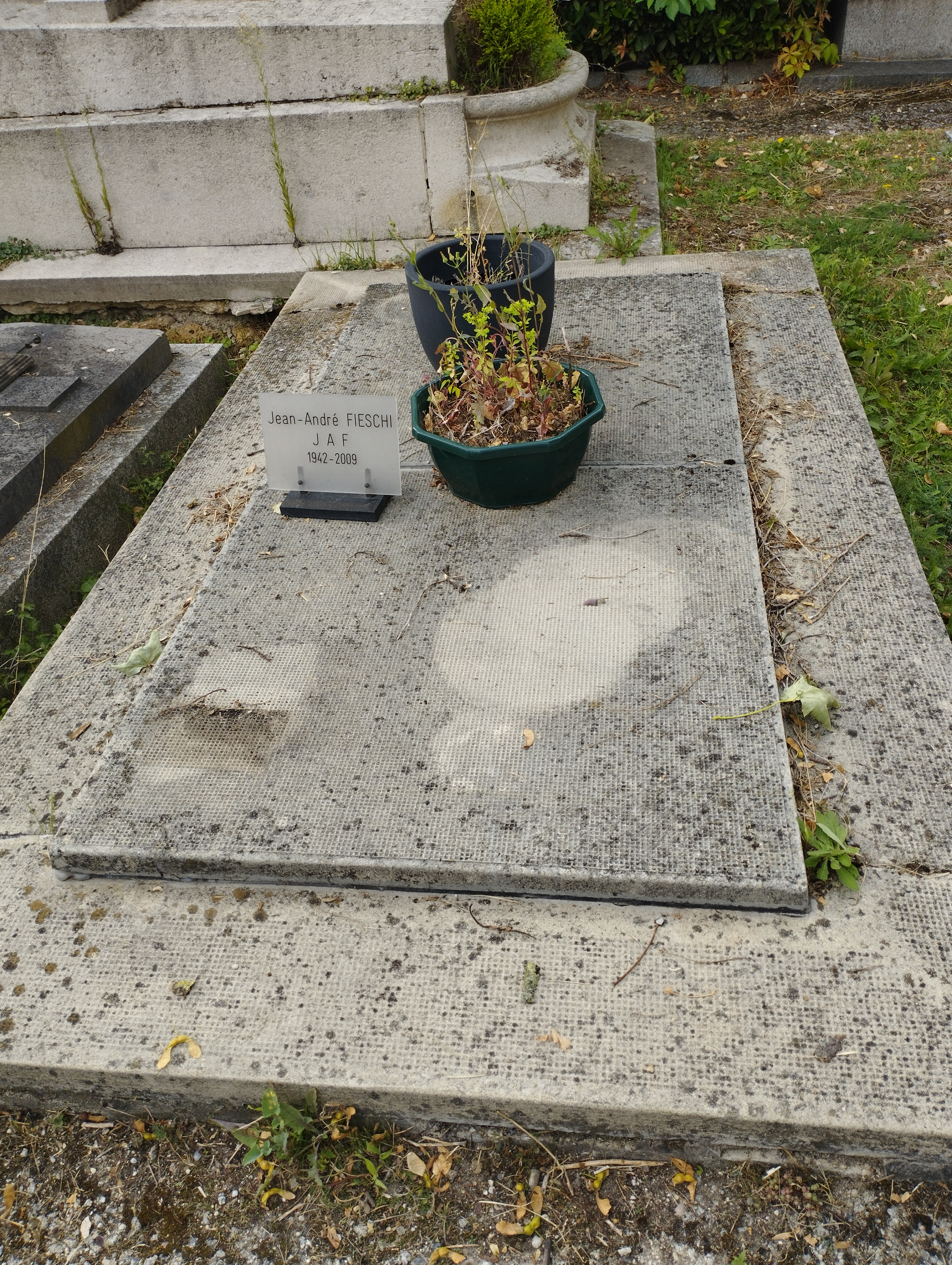
Tombe de Jean-André Fieschi au cimetière de Charonne.

Il repose au cimetière de Charonne à Paris.

## Filmographie
- Cuixart, pour la Galerie Metras, Barcelone (1963)
- Permanencia del Barroco (1963)
- L'Accompagnement, écrit en collaboration avec Claude Ollier et Maurice Roche, avec eux et Édith Scob, Marcelin Pleynet, André Téchiné, Jacques Bontemps, Yamada Koichi. Montage : Jean Eustache. Partition sonore : Michel Fano. Dédié à Julio Cortazar (1966)
- Réalisation, dans la série de Janine Bazin et André S. Labarthe "Cinéastes de notre temps" : Pasolini l'enragé (100 min), Domaine italien 2 : Bertolucci ; La Première Vague : Delluc et Cie (77 min) et La Première Vague : Young Mr L'Herbier (75 min), coréal. N.Burch... (1966-68)
- Films pour les municipalités d'Argenteuil, Bobigny, Sartrouville, pour la Confédération Générale du Travail, pour le Théâtre des Amandiers à Nanterre, etc. Puis pour la Seine Saint-Denis (1970-71)
- L'histoire vivante, la mémoire du mouvement ouvrier, coréal. Bernard Eisenschitz, avec Jacques Duclos (1970)
- Luttes d'aujourd'hui, coréal. Miroslav Sebestik (1972)
- Émissions de télévision, dans la série de Monique Assouline "Grand Écran" : Le film noir américain et Jean Renoir (Réal: Charles Bitsch), L'enfant et ses images (R: Pierre Beuchot). Il était une fois la Comédie musicale (R: Raoul Sangla).
- Les nouveaux mystères de New York, vidéo-paluche, 3 époques (1976-1981)

1. Première partie : Enfances,-Une, collab. Jean-Jacques Birgé, avec Cécile Backès, Agnès Clément, Catherine Clément, Brigitte Dornès, Martin Even, Stéphane Fieschi, Charlotte Latigrat, Claude Ollier, Claude Thiébaut. 55 min
2. Seconde partie : L'île de la Vierge, collab. C.Thiébaut, avec C.Backès, B.Dornès, Pierre-Étienne Dornès-Thiébaut, Anne-Marie Gobert, Marie-Dominique Livrelli, Greta Schroeder, Zaza. 57 min
3. Troisième partie : La fée des images

- Théâtre, coréal. Jean-Pierre Mabille, avec Françoise Lebrun, Dominique Labourier, Jean-François Stévenin, Maurice Garrel, Jean-Claude Dreyfus, Jacques Lassalle, autour de la pièce de J.Lassalle Un dimanche dans la vie d'Anna (1980)
- Bande Eustache (Jean qui pleure, Jean qui rit) (1981)
- L'horreur de la lumière (1982, vidéo-paluche, 25 min), image-montage : JAF, avec Georges Didi-Huberman
- Les Monts Oural (1982, 5 min), image-montage : JAF, avec Pascale Murtin et François Hiffler (Grand Magasin)
- Les Dogons et Chamber Music (1983)
- Baby Sitter (1984, 13 min) avec Anouk Grinberg
- Un enfant au sommeil agité (1985, vidéo-paluche/UMT, 13 min) avec Grand Magasin
- Le tueur assis (1985, 60 min), scénario-dialogues JAF et Jean Echenoz d'après Jean-Patrick Manchette, avec Jean-Pierre Léaud, Roland Amstutz, Caroline Chaniolleau (de), Jean Dautremay, Michel Delahaye, David Gabison, Yann Collette, Hugues Massignat, Catherine Laulhère
- Lettre à une jeune comédienne (40 ans d'Avignon : les acteurs) (1987, 26 min) avec Maria Casarès, Alain Cuny, Ludmila Mikaël, Gérard Desarthe, Maurice Bénichou
- L'idée perdue (1988, 21 min), texte Jean Paulhan, avec Anouk Grinberg
- Portrait imaginaire d'Alain Cuny (1988, 120 min) - 1re partie Le savon noir, 2e partie La jeune fille Violaine, image Jacques Bouquin et JAF, montage JAF, avec Alain Cuny, Anouk Grinberg
- Chloé, bonne à Rome (1988, 5 min) avec Grand Magasin
- Tommaso Landolfi (1989, 27 min), image Luc Pagès et JAF, montage JAF, avec Olimpia Carlisi, Idolina Landolfi
- Joë Bousquet (1990, 27 min), id., avec Hélène Alexandridis et la voix du Poisson d'or
- Pasolini l'enragé (1966-1993, 65 min), image Georegs Lendi, avec Pier Paolo Pasolini, Franco Citti, Sergio Citti, Ninetto Davoli
- Ramentevoir (1993, installation, Centre Pompidou, "Manifestes")
- Que faire ? (bis) (1994, 59 min), image/son/montage JAF, entretiens Jacques de Bonis, musique Jean Wiener, avec Jean Burles, Yves Clot
- Ninetto le messager (1995, 28 min), image Maurice Perrimond, montage Danielle Anezin, avec Ninetto Davoli
- Le Talisman (1996, 4 min)
- L'illusion (1997, 60 min) autour de L'illusion comique de Pierre Corneille montée par Jean-Marie Villégier, image JAF, montage Danielle Anezin
- CinéMuse (1997, 13 min) avec Christine Hoffet
- Mosso Mosso (Jean Rouch comme si...) (1998, 73 min), image JAF et Gilberto Azevedo, Montage Danielle Anezin, avec Damouré Zika, Tallou Mouzourane, Hamidou Godye... et Jean Rouch
- Le Commencement des lions (1998, 4 min) avec Martha Fieschi
- Kaydia (Nouvelles impressions d'Afrique) (1998)
- Le jeu des voyages (1987-2004, 20 heures !)
- La fabrique du "Conte d'été" (2005, 90 min), coréal. Françoise Etchegaray
- JAF fait des apparitions dans La soirée, premier film de Jean Eustache, ainsi que dans Alphaville, une étrange aventure de Lemmy Caution (dans le rôle du Pr Heckell) et Le nouveau monde (sketch de Rogopag) de Jean-Luc Godard.
- Au théâtre, il travaille avec Jacques Lassalle, Michel Vinaver, Jean Jourdheuil, Jean-François Peyret, Jean-Marie Villégier.

## Publications
- L'Animal Écran, avec Patrick Lacoste et Patrick Tort, éditions du Centre Georges-Pompidou, coll. « Supplémentaires ».